# 八木村 (広島県)
八木村（やぎむら）は、広島県安佐郡にあった村。現在の広島市安佐南区八木にあたる。

## 地理
- 河川：太田川、古川[2]

## 歴史
- 1889年（明治22年）4月1日、町村制の施行により、沼田郡八木村が単独で村制施行し、八木村が発足[1][2]。
- 1898年（明治31年）10月1日、郡の統合により安佐郡に所属[1][2]。
- 1955年（昭和30年）7月1日、安佐郡川内村、緑井村と合併し、町制施行し佐東町を新設して廃止された[1][2]。

## 産業
- 農業、木履、麻加工業[2]

## 交通

### 鉄道
- 1909年（明治42年）可部軽便鉄道（現可部線）横川～上八木間開通[2]